# Ницца Лазурный Берег (аэропорт)
Аэропорт Ницца Лазурный Берег (фр. Aéroport Nice Côte d'Azur) — гражданский аэропорт, находящийся во французском городе Ницца. Расположен на берегу Средиземного моря возле устья реки Вар вдоль Английской набережной. Является основным аэропортом Лазурного Берега. Часто используется при путешествиях в Ниццу, Монако, Канны, и Сен-Тропе, а также используется жителями приграничной Италии.
Аэропорт является третьим по пассажиропотоку аэропортом Франции после аэропортов Париж — Шарль-де-Голль и Париж-Орли. На сегодняшний день в Ницце действуют два терминала.
Терминал 1 — используется авиакомпаниями, выполняющими основные международные и внутриевропейские рейсы.
Терминал 2 — используется авиакомпаниями Air France (Париж-Орли, Париж — Шарль-де-Голль, Страсбург, Бордо, Нант), ALITALIA (Рим-Фьюмичино), Air Corsica (Кальви, Биатриц, Аяччо), а также авиакомпанией HOP!. Также использовался для авиарейсов в Россию (Ницца — Санкт-Петербург, Ницца — Москва).
Автобусные маршруты соединяют аэропорт с городами побережья.

## Статистика
Данные из запроса в Викиданные.